# Данбо
Данбо (на датски: Danbo) е полутвърдо сирене от краве мляко, което произхожда от Дания.
Сиренето се отличава с бледо-жълт цвят, нежна еластична консистенция изпъстрена с редки дребни дупки и ярко изразен орехов вкус.
Обикновено се оставя да зрее от 6 седмици до 5 месеца. Произвежда се на правоъгълни блокове с тегло от 6 до 9 кг. Питите са покрити с жълта корица, която покриват с восък в червен или оранжев цвят. Понякога за пикантност прибавят в данбо зърна кимион. Съдържанието на мазнини е около 45 %.
В Дания данбо се произвежда и продава под различни търговски имена и марки, включително Lillebror, Gamle-Ole, Klovborg и Riberhus на компанията Arla Foods.
През 1920-те години датски емигранти в южната част на щата Минас Жерайс (Бразилия), създават сирене от бразилско мляко по традиционната рецепта на данбо. Бразилското сирене е наречено Queijo prato.